# Baden-Baden Award Event und Medien

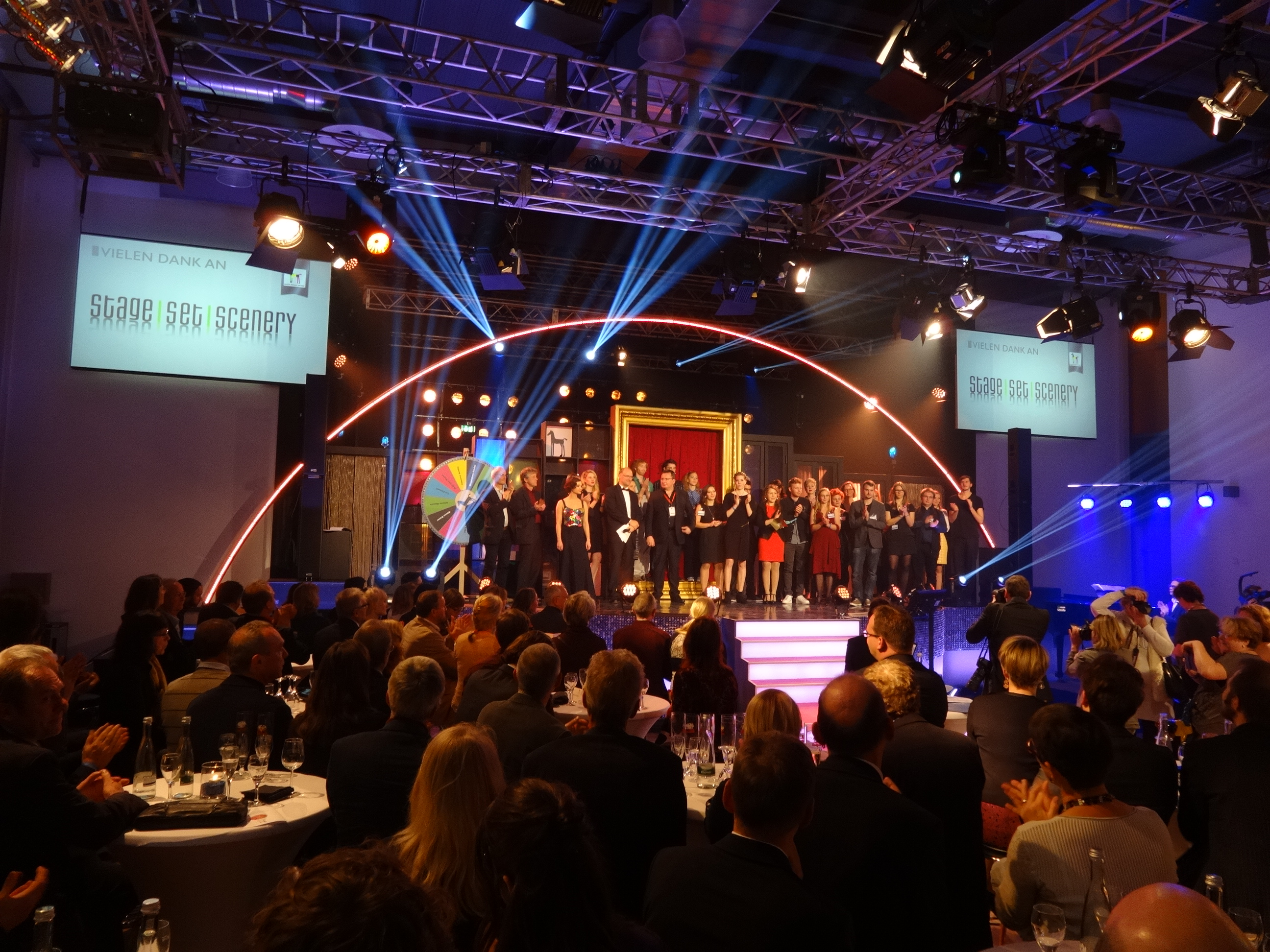
Preisträger 2014

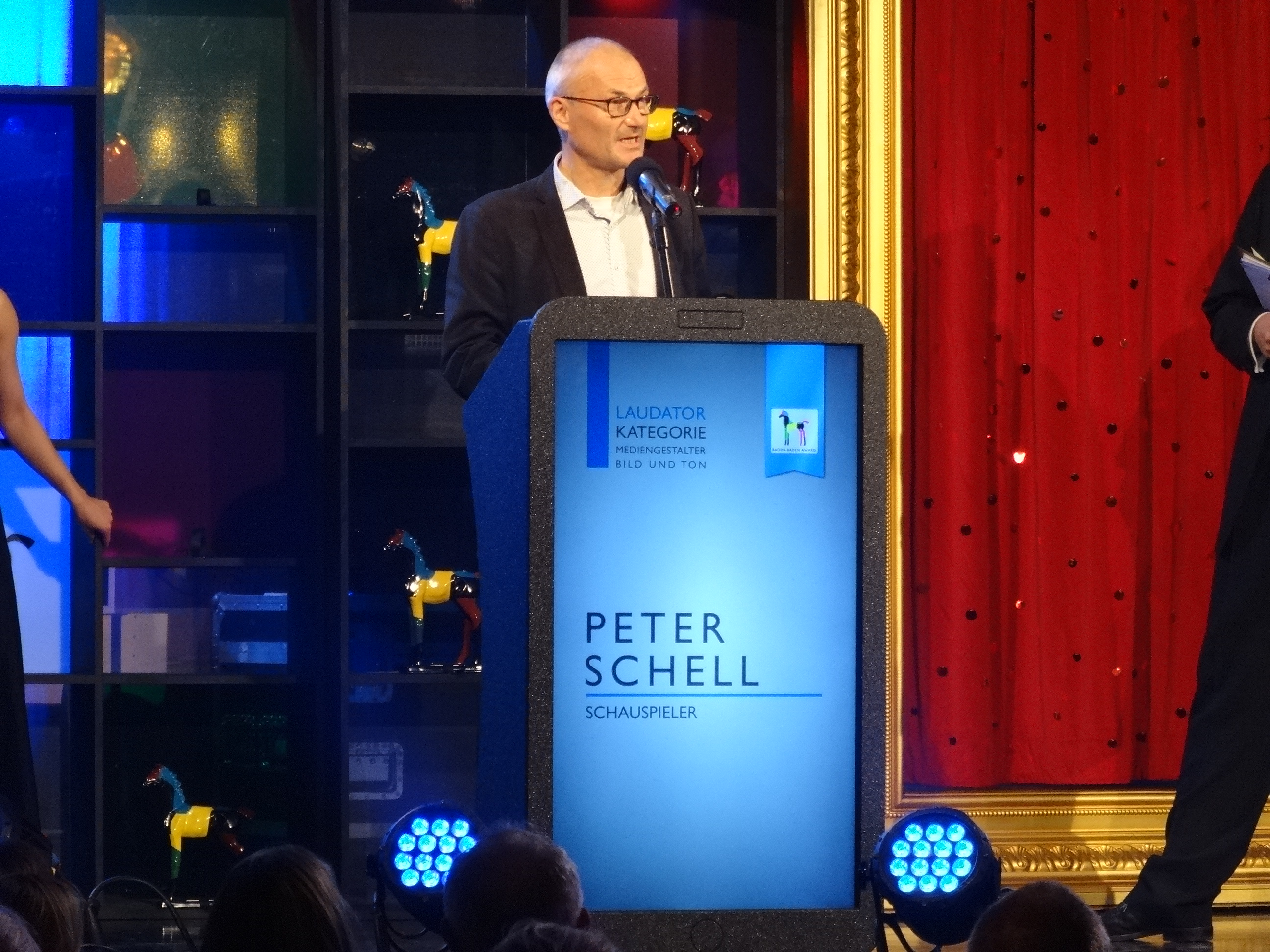
Laudator Peter Schell, 2014

Der Baden-Baden Award Event und Medien ist ein Nachwuchspreis für Absolventen aus dualen Ausbildungsberufen der Theater-, Film-, Fernseh- und Veranstaltungsbranche. Er wird jährlich von der Baden-Baden Award gGmbH verliehen. Die erste Verleihung fand im Jahr 2009 statt.

## Hintergrund
Der Baden-Baden Award wurde entwickelt, um „nicht die Menschen der Medien- und Eventbranche auf der Bühne [zu ehren], sondern diejenigen, die hinter der Bühne wirken.“
Damit soll ausgedrückt werden, dass der Erfolg einer Inszenierung nicht nur von den Sängern oder Schauspielern abhängt, sondern z. B. auch von einem ansprechenden, gut ausgeleuchtetem Bühnenbild sowie einem reibungslosen technischen Ablauf. In Fachkreisen wird daher auch kolportiert: „Wenn es klappert und knarrt, wenn die Darsteller im Dunkeln stehen, nützt das größte Talent der Künstler nichts.“ Mit dem Preis soll die „zunehmende Bedeutung der künstlerisch-kreativen Berufe in der heutigen Mediengesellschaft“ dargestellt werden.
Die Veranstaltung wird von der Deutschen Theatertechnischen Gesellschaft, dem Südwestrundfunk und dem Theater Baden-Baden unterstützt. Bei der Premiere im Jahre 2009 hielt der Oberbürgermeister der Stadt Baden-Baden, Wolfgang Gerstner im Beisein von Doris Schmidts (Miss Germany 2009) die Eröffnungsrede. 2010 konnte die Schauspielerin Ursula Cantieni für die Veranstaltung gewonnen werden.
Im Jahr 2011 stand die Veranstaltung unter dem Motto Stars hinter der Manege und wurde von vier Auszubildenden des SWR in einer 30-minütigen Fernsehsendung dokumentiert. Die Ausstrahlung des Beitrags fand am 13. Dezember 2011 auf EinsPlus statt. Die Moderation übernahm wie auch in den Vorjahren der Komiker und SWR3-Comedychef Andreas Müller. Die baden-württembergische Staatsministerin Silke Krebs lobte die Veranstaltung als „eine sehr gute Gelegenheit, auf unser leistungsstarkes duales Ausbildungssystem in Deutschland hinzuweisen“. Das Rahmenprogramm gestalteten Artisten der Staatlichen Ballettschule Berlin.

## Trophäe
Die Preisträger erhalten im Rahmen einer Feier ein fünffarbiges Fohlen aus Keramik, welches von der Majolika Manufaktur Karlsruhe für diesen Anlass hergestellt wird. Die fünf Farben sollen die fünf Ausbildungsberufe symbolisieren, deren Absolventen auf der Preisverleihung geehrt werden.

## Veranstaltungsort
Der Preis wird in den Räumlichkeiten der EurAKA verliehen. Die Akademie ist zusammen mit der Industrie- und Handelskammer Karlsruhe gleichzeitig auch der Veranstalter.

## Kategorien
Der Preis wird für Auszubildende in den folgenden Ausbildungsberufen verliehen:
- Bühnenmaler und Bühnenplastiker
- Fachkraft für Veranstaltungstechnik
- Maskenbildner
- Mediengestalter Bild und Ton
- Veranstaltungskaufmann
- Requisiteur.

Teilnahmeberechtigt sind alle Auszubildenden eines jeweiligen Ausbildungsjahrganges. So können am Baden-Baden Award 2018 alle Prüfungsteilnehmer der Abschlussprüfung Winter 2017/2018 und Sommer 2018 teilnehmen. Sie müssen je nach Beruf eine Projektarbeit, Fotos der Arbeiten oder Datenträger bzw. Konzepte ihrer Abschlussarbeit einreichen. In jeder Kategorie werden drei Preisträger von einer Jury ausgezeichnet, die aus namhaften Experten der Branche besteht; so hielt z. B. im Jahr 2009 der deutsche Maskenbildner Hasso von Hugo die Laudatio. Die Abschlussarbeiten der Jugendlichen wurden 2010 ebenfalls auf der internationalen Fachmesse Showtech in Berlin vorgestellt.

## Ehrenpreise und Sonderpreise
2010 wurde erstmals ein Ehrenpreis verliehen. Claus Millot vom Veranstaltungsmanagement der IHK Karlsruhe, der die Veranstaltung mit ins Leben gerufen hat, erhielt eine Filmrolle nach Wahl im „Tatort“ oder den „Fallers“. Ein Sonderpreis erhielt der Auszubildende Mediengestalter Bild und Ton Jan Jungbluth für sein Prüfungsstück, einen Animationsfilm. Er reiste für eine Woche mit einer Begleitperson nach New York City.